# Хвош-Руд (дегестан)
36°21′00″ пн. ш. 52°34′00″ сх. д. / 36.35° пн. ш. 52.566666666667° сх. д.
Хвош-Руд (перс. دهستان خوش رود) — дегестан в бахші Бандпей-є Гарбі шагрестану Баболь у провінції Мазендеран на півночі Ірану. Управління здійснюється з міста Хуш Рудпей.

## Населення
За даними національного перепису населення 2006 року, населення дегестану становило 11 758 осіб у 3 143 домогосподарствах. Згідно з переписом 2011 року в 3551 домогосподарстві мешкало 11 878 осіб За даними останнього перепису населення 2016 року, населення сільської місцевості становило 11309 осіб у 3803 домогосподарствах. Найбільш густонаселеним із 71 села було Діва Молкшах, де проживало 1868 осіб.